# جمهوری کویت

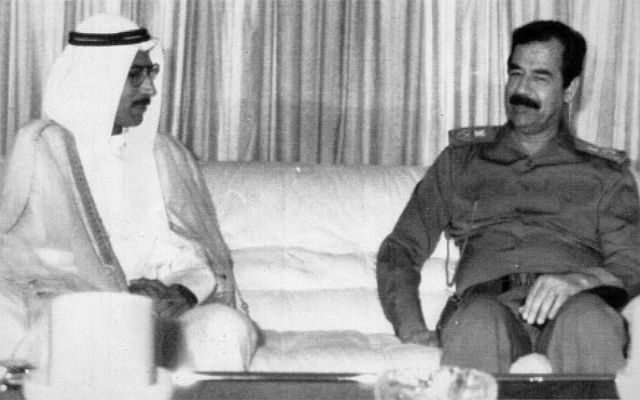
نخست وزیر کویت اعلا حسین علی و صدام حسین رئیس جمهور عراق در سال ۱۹۹۰.

جمهوری کویت حکومتی دست‌نشانده و کوتاه مدت بود که پس از اشغال کویت توسط عراق تشکیل شد.

## روند
به دنبال تهاجم در ۲ آگوست ۱۹۹۰، شورای فرماندهی انقلابی عراق اعلام نمود که ارسال نیرو به کویت به منظور کمک به کودتای نافرجامی که توسط "انقلابیون کویتی" صورت گرفته بود، انجام شده‌است.
حکومت جدید تحت عنوان "دولت موقت آزاد کویت" در ۴ آگوست، تحت نفوذ عراق با عضویت ۹ افسر به ظاهر عضو ارتش کویت (۴ سرهنگ و ۵ سرگرد) به رهبری علا حسین علی که سمت‌های نخست وزیری، فرماندهی کل قوا، وزارت دفاع و وزارت کشور به وی تعلق گرفت، تشکیل شد.
امیر جابر احمد الصباح (امیر کویت که به عربستان گریخت و در آنجا تشکیل دولت در تبعید را داد) توسط رژیم جدید خلع و خانواده سلطنتی به اتخاذ سیاست‌های ضد مردمی، غیر دموکراتیک، پیروی از امپریالیسم و صهیونیسم با دست برد به اموال ملی به منظور تأمین منافع شخصی متهم شدند.
ارتشی بومی که ظاهراً بیشتر از نیروهای عراقی بود تشکیل گردید (با ادعای عضویت ۱۰۰٫۰۰۰ داوطلب) و حقوق شهروندی به اعراب غیر کویتی که پیش از اشغال و در زمان رژیم سلطنتی از خارج کشور برای کار وارد کویت شده بودند، اعطا شد.
روزنامه رژیم جدید به نام "الندا" اعلام کرد که به پاس قدردانی از پاسخ عراق به درخواست کمک ملت کویت جهت سرنگونی سلطنت، روز دوم آگوست به عنوان "روز صدا" (یا روز پاسخ) نامیده خواهد شد.
ولید سعود عبدالله که در مقام وزارت خارجه قرار گرفت موجب بدنامی‌هایی برای دولت موقت شد. وی در ۵ آگوست اظهار کرد: "کشورهایی که به اقدامات تنبیهی علیه دولت موقت آزاد کویت متوسل شده‌اند باید به یاد داشته باشند که ایشان داری اتباع و منافعی در کویت هستند. در صورتی که کشورهای مذکور به تجاوز یا تخطی بر ضد عراق و کویت اقدام کنند، دولت ما نیز در نوع رفتار خود با این کشورها تجدید نظر خواهد کرد."
در ۴ آگوست، صدام برادر ناتنی خود سبعاوی ابراهیم تکریتی از سرویس اطلاعاتی عراق(سرویس اطلاعات عمومی عراق معروف به استخبارات) را برای سازماندهی یک سیستم امنیتی مشابه عراق به کویت فرستاد.
رژیم عراق در جلب حمایت گروه‌های اپوزیسیون کویتی در مشارکت با حکومت دست نشانده‌اش ناکام بود، و در عوض این گروه‌های مخالف حمایت خود را متوجه سلطنت که در عربستان در تبعید بود معطوف ساختند.
عراق در ابتدا عنوان نمود که هدف از حضور در کویت کمک به ایجاد "دوره‌ای نوین از آزادی،دموکراسی و رفاه حقیقی در جامعه" بوده‌است و در صورتی که دولت موقت از نظر تأمین امنیت داخلی احساس رضایت بنماید، ظرف یک هفته اقدام به ترک کویت خواهند نمود.
محکومیت‌های بین‌المللی نسبت به تهاجم عراق و فقدان حمایت داخلی از حکومت جدید کویت در میان شهروندان به سرعت نمایان شد.
در ۷ آگوست "دولت موقت آزاد کویت" خود را "جمهوری کویت" اعلام و اعلا حسین علی را در سمت نخست وزیر ابقا نمود که از لحاظ بین‌المللی به رسمیت شناخته نشد.
روز بعد در ۸ آگوست دولت کویت خود را منحل و منضم به عراق اعلام کرد. عراق نیز ادغام کویت به این کشور را به رسمیت شناخت.
عراق با انتشار بیانیه‌ای که از طرف شورای فرماندهی انقلابی صادر شد این ادغام را به رسمیت شناخت:
دولت آزاد کویت تصمیم به بازگشت به خویشانش در عراق گرفته‌است، به رهبری شوالیه عرب و رهبر بزرگ، رئیس‌جمهور فیلد مارشال صدام حسین که موافقت نمودند که بازگردند فرزندانشان به خانواده بزرگشان، که کویت باید به عراق بزرگ، مام میهن بپیوندد. اتحاد کامل میان عراق و کویت محقق شده‌است.
پس از آن اعلا حسین علی به سمت معاون نخست وزیر عراق که در آن زمان تواماً در اختیار صدام بود و علی حسن المجید به عنوان فرماندار کویت تعیین شدند.
در ۲۸ آگوست، کویت به استانداری تغییر شکل داده و به عنوان استان نوزدهم عراق تعریف شد و به این ترتیب رسماً ضمیمه عراق گردید.
خودداری از عقب نشینی عراق از کویت منجر به بروز جنگ خلیج فارس گردید و در ۲۶ فوریه ۱۹۹۱ حکومت پیش از اشغال به قدرت بازگشت.

## کابینه جمهوری کویت
- نخست وزیری، وزارت دفاع و وزارت کشوزپر: سرهنگ اعلا حسین علی
- وزارت امور خارجه: سرهنگ دوم ولید سعود محمد عبدالله
- وزارت نفت و کفالت وزارت دارایی: سرهنگ فواد حسین احمد
- وزارت اطلاع رسانی و کفالت وزارت ترابری: سرگرد فدیل حیدر الوفیقی
- وزارت بهداشت عمومی و مسکن: سرگرد میشل سعد الحداد
- وزارت امور اجتماعی و کفالت وزارت کار و کارگر: سرهنگ دوم حسین علی دحیمن الشماری
- وزارت آموزش و کفالت وزارت آموزش عالی: سرگرد ناصر منصور المندیل
- وزارت امور قضایی و دادگستری و کفالت وزارت اوقاف و امور اسلامی: سرگرد ایسام عبدالمجید حسین
- وزارت تجارت، برق و برنامه ریزی: سرگرد یعقوب محمد شلال[۱۸]